# Ицзинистика
Ицзинистика (кит. 易学  и сюэ) – термин для обозначения  совокупности знаний, посвященных изучению, комментированию и толкованию «И цзин» («Книги Перемен»). Ицзинистика возникла в Китае в VIII-VII веках до н.э. В настоящее время существует Международная ассоциация ицзинистики (International Association of I-Ching Studies). Проводятся  Международные конференции по проблемам изучения "И цзина". Членами Международной ассоциации ицзинистики являются российские китаеведы В.Г. Буров, А.И. Кобзев, А.Е. Лукьянов. Главой «Российского общества изучения И цзина», представляющего собой Российский филиал «Международного общества по изучению "И цзина" является А.А. Крушинский.